# Тазівська губа
69°05′ пн. ш. 75°45′ сх. д. / 69.083° пн. ш. 75.750° сх. д.

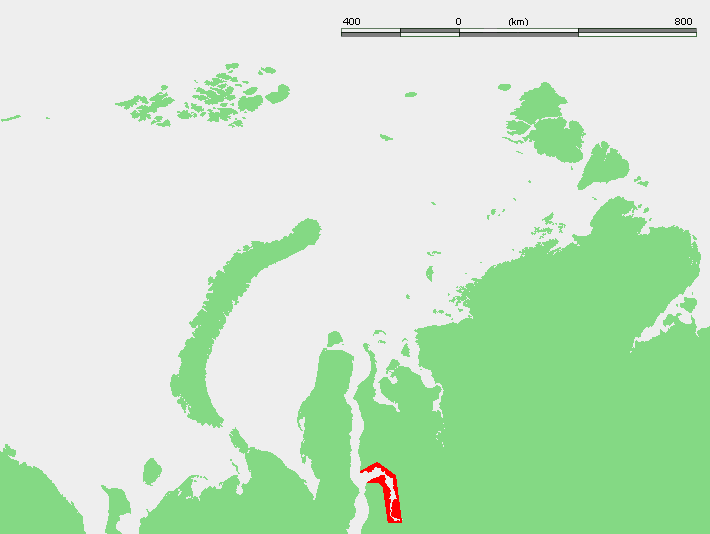
Розташування Тазівської губи

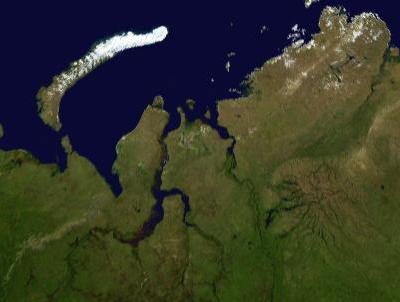
Супутниковий знимок Тазівської губи

Тазівська губа — довга затока утворена річкою Таз. Довжина — 250 км , починається в районі міста Тазовський і закінчується при впадінні в Обську губу, яка пов'язана з Карським морем. Її середня ширина становить близько 25 км і вона є однією з найбільших гирл у світі. Довжина близько 330 км, ширина при вході 45 км. 
Знаходиться між півостровами Гиданський і Тазівський. Є затопленим продовженням долин річок Таз і Пур, які в неї впадають. Береги низинні. Припливи півдобові, до 0,7 м.
Компанія Російський "Газпром" інвестує в розширення видобутку газу в цьому районі.